# بوگدان اولیراک
 بوگدان اولیراک (انگلیسی: Bohdan Ulihrach؛ زاده ۲۳ فوریهٔ ۱۹۷۵) یک تنیس‌باز اهل جمهوری چک است.